# Битка за Плав и Гусиње
Битке за Плав и Гусиње су оружани сукоби између Књажевине Црне Горе и Призренске лиге, подржане од Османског царства, који су избили након одлуке Берлинског конгреса (1878) да Црна Гора задржи територије Плава и Гусиња (део бившег Скадарског вилајета). Сукоби су се на овој територији одвијали између 9. октобра 1879. и 8. јануара 1880. Водиле су се следеће битке:
- Напади на Велику (9. октобар – 22. новембар 1879), победа Црногораца у првом нападу, победа Албанаца у другом нападу
- Битка код Новшића (4. децембар 1879), албанска победа
- Битка код Мурина (8. јануара 1880), обе стране тврде да су победиле
- Битка код Ржаничког моста (22. април 1880), албанска победа

## Историја
Сходно одлукама Берлинског конгреса о територијалним добицима Црне Горе, њене нове границе према сјевероистоку укључивале су читаву Плавско-гусињску област. Већинско муслиманско становиштво ове области, и то оно албанске етничке припадности, супротставило се овој одлуци. 
Побуну становништва помагало је Османско царство. На скупштини главара Плава и Гусиња формиран је Kомитет народног спаса, који је добио задатак да организује одбрану Плава и Гусиња од припајања Црној Гори. Призренска лига је основана  јуна 1878, године са циљем да Плавско-гусињску област задржи у саставу Османског царства. 
Међународна комисија за разграничење састала се у мају 1879. у Скадру. Њен задатак био је да повуче граничну линију која ће обухватити, између осталог, и Плав и Гусиње. Поред чланова Kомисије, коју су чинили представници Црне Горе и Османског царства, укључени су били и посланици Русије, Аустроугарске, Њемачке, Италије, Велике Британије и Француске у Цариграду. На терену је дошло до опструкције османских комесара. Од маја до септембра 1879. није извршено разграничење. Међународна комисија за разграничење Црне Горе и Османског царства, августа 1879, дошла је у Kуче. Тада су главари Плава и Гусиња упутили представку Kомисији да се не врши разграничење на овом сектору. Османски мушир Мехмед Али-паша тада је убијен, јер је, сходно одлукама Берлинског конгреса, намјеравао да изврши предају Гусиња и Плава Црној Гори. 
Kрајем септембра 1879. командант румелијске османске војске Муктар-паша добио је наређење своје владе да са својих 11 батаљона пође у Плав и Гусиње и ријеши питање предаје Плава и Гусиња Црној Гори. Поучен претходним искуством и страхујући од побуне у својим редовима, покушао је договором да ријеши проблем. Од средине октобра честе су чарке и инциденти на граници. 
На Цетињу су постојала два гледишта о решавању овог проблема. Прво је било да се област запоседне војском, а друго да се проблем решава преговорима са представницима великих сила. За команданта црногорских војних трупа одређен је војвода Марко Миљанов. 
Црногорске снаге су 4. децембра 1879. стигле до села Нокшићи, 5 км од Плава. Ту је дошло до сукоба у којем је црногорска војска претрпјела пораз. Месец дана касније, 7. јануара 1880, дошло је до нове битке, 5 км северније од Никшића, у Мурину. Ту се црногорска војска након прве битке реорганизовала. Тада је војска Албанске лиге са око 7.000 војника напала на положаје које је држало око 4.000 Црногораца. 
Потписнице Берлинског конгреса су након ових сукоба покушале да реше кризу компензацијом територија Црној Гори. Гроф Kорти, италијански амбасадор у Цариграду, предложио је да се Црној Гори уместо Плава и Гусиња уступи територија Kучке крајине са деловима територије Груда и Хота, источно од Подгорице. Пошто то није успјело, дошло је до иницијативе коју је поднела Аустроугарска. Она је предложила да се Црној Гори, уместо Плава и Гусиња, додијели Улцињ и делови покред реке Бојане. Тек у новембру 1880. Улцињ и земљиште дуж реке Бојане предати су Црној Гори као компензација за Плав и Гусиње, чиме је окончана Плавско-гусињски спор.